# Erik Steen (polis)
Erik Steen är en svensk polischef och jurist.
Steen avlade juris kandidatexamen 1978 och genomgick tingsmeritering vid Umeå tingsrätt 1978-1981. Efter polischefsutbildning var Steen polissekreterare i Västerbotten 1982-1987, polisintendent i Umeå 1987-1992, biträdande länspolismästare i Västerbottens län 1992-1998 och länspolismästare i Västerbottens län från 1998 till 2006.
Han var därefter länspolismästare i Uppsala län från 1 oktober 2006, då han efterträdde Göran Lindberg, till slutet av 2014. 1 januari 2015 upphörde befattningarna som länspolismästare på grund av den nya polisorganisationen. Under 2015 hade Steen ett utredningsuppdrag för att hitta ekonomiska besparingar i den sammanslagna polisorganisationen.